# Jindřichovice pod Smrkem
Jindřichovice pod Smrkem (niem. Heinersdorf an der Tafelfichte) – wieś oraz gmina w Czechach, w kraju libereckim, w powiecie Liberec. Wieś leży około 15 km od Frýdlantu i 35 km od Liberca w dolinie rzeki Jindřichovicky potok (w Polsce Miłoszowski Potok), u podnóża Gór Izerskich.
We wsi znajduje się szkoła podstawowa, przedszkole, poczta, biblioteka i muzeum. We wsi kończy się czynna linia kolejowa wraz ze stacją Jindřichovice pod Smrkem, łącząca wieś z Frýdlantem.

## Historia

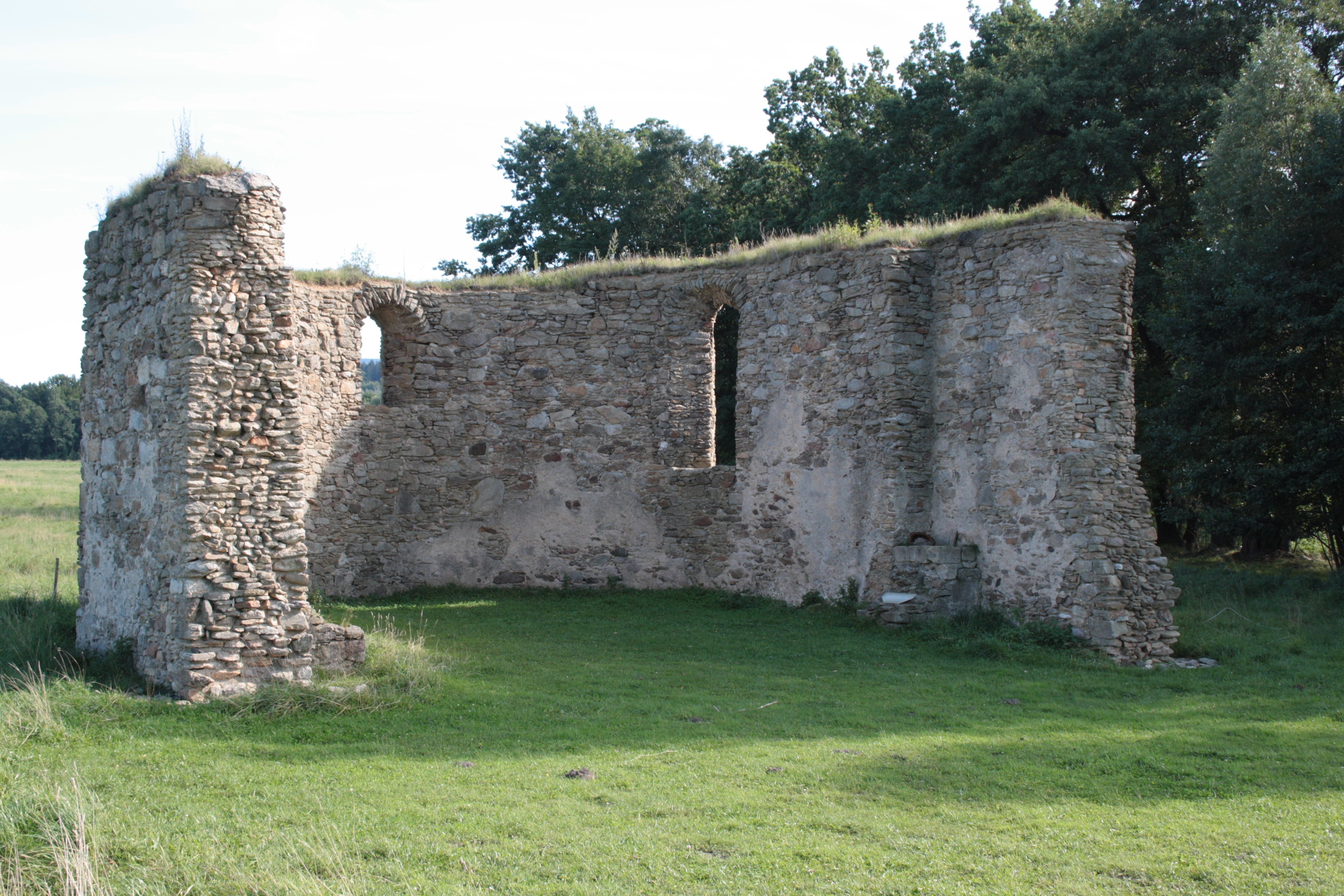
Ruiny kościoła pw. św. Jakuba Starszego

Pierwsza wzmianka o wsi pochodzi z 1281 r., w której wymienia się o osadzie (Heynrichsdorf ym gebirge gelegen), która rozciągała się na południowy wschód od obecnej wsi, w miejscu ruin kościoła pod wezwaniem św. Jakuba.
W tej wsi znajdowało się ok. 15 domów, zamieszkanych przez drwalów. Wieś ta wraz z kościołem została spalona 21 marca 1431 r. przez oddział husyckich bojowników pod dowództwem Jana Čapka z Sán. Wieś nie została nigdy odbudowana. Ostały do dziś jedynie ruiny kościoła.
Kilkadziesiąt lat po najeździe husytów rozpoczęto odbudowę wsi, w jej obecnym miejscu. Wieś potem nazwano Heinrichsdorf – Jindřichova ves. W 1600 r. wieś liczyła ok. 85 domów. Wieś w późniejszych latach przechodziła we władanie różnych rodów, kolejno: Rädern, Seeliger, korona czeska (od 14.07.1622 r.), Wallenstein, Gallas, Clam–Gallas (ostatni z tych rodów administrował wsią do 1945 r.).
We wsi od XIX w. rozwijał się przemysł włókienniczy. Fabrykę włókienniczą założył w 1823 r. Eduard Heintsch, która została zamknięta w 1933 r. W międzyczasie do wsi doprowadzono linię kolejową, którą oddano do użytku 2 sierpnia 1902 r. Podczas I wojny światowej we wsi zorganizowano dwa szpitale. Przed wysiedleniem Niemców po II wojnie światowej wieś zamieszkiwało ok. 2500 osób.

## Zabytki i atrakcje turystyczne
- Ruiny kościoła św. Jakuba, zburzonego przez wojska husyckie 21.03.1431 r.;
- Młyn wiatrowy - jedyny tego typu młyn funkcjonujący i publicznie udostępniony w historycznych Czechach;
- Muzeum życia mieszkańców wsi przed rewolucją przemysłową;
- Elektrownie wiatrowe.